# 忍海大国
忍海 大国（おしうみ/おしのみ の おおくに）は、飛鳥時代の人物。姓は造。冠位は小錦下。

## 経歴
『日本書紀』天武天皇3年（674年）3月7日の条にのみ現れる。この日、対馬国司守の忍海造大国は、「銀が初めて当国から出たので貢上します」と知らせた。大国はこれによって小錦下の位を授かった。これは対馬国のみならず日本における銀鉱山発見の最初の記録である。大国について他の事績は知られない。